# Rupilia viridiaenea
Rupilia viridiaenea là một loài bọ cánh cứng trong họ Chrysomelidae. Loài này được Clark miêu tả khoa học năm 1864.